# Oleg Lundstrem
Oleg Leonidovič Lundstrem (rusky Олег Леонидович Лундстрем, 2. dubna 1916 Čita – 14. října 2005 Korolojov) byl ruský jazzový hudební skladatel a dirigent.
Jeho rodina přišla do Ruska ze švédského Norrbottenu a původně nesla příjmení Lundström. Narodil se na Dálném východě, kde jeho otec pracoval pro Čínskou východní dráhu. Od pěti let žil v Charbinu, kde vystudoval polytechniku a pracoval jako architekt. Navázal také na rodinnou hudební tradici a studoval hru na housle a klavír. Pod vlivem Duke Ellingtona se nadchl pro jazz a spolu se svým bratrem saxofonistou Igorem Lundstremem založil roku 1934  orchestr Zelený krokodýl, kde byl hudebníkem, skladatelem i aranžérem. Působil v Charbinu, Čching-tao a pak v Šanghaji, kde vystupoval stejně jako Buck Clayton v klubu Majestic.
V roce 1947 Lundstrem se svým souborem odešel z Číny do Sovětského svazu. Tehdejší poměry v zemi však jazzové hudbě nepřály, usadil se proto v Kazani, kde studoval skladbu na místní konzervatoři, pokoušel se spojit moderní hudbu s tatarským folklórem, spolupracoval s místním divadlem a filharmonií. V období chruščovovského tání mu bylo umožněno hrát jazz oficiálně pod názvem Státní komorní orchestr jazzové hudby pod vedením Olega Lundstrema. Tento big band hrál bez smyčcových nástrojů, Lundstrem na rozdíl od většiny jazzových dirigentů používal taktovku. Jeho skladby vycházely z domácích tradic, např. Bucharský ornament, V gruzínských horách nebo Legenda o Sujumbice. Odehrál více než deset tisíc koncertů a vystupoval i v zahraničí, na Mezinárodním jazzovém festivalu Praha i na přehlídkách v Nizozemsku, Finsku a americké Santa Barbaře.
V roce 1984 byl Oleg Lundstrem jmenován národním umělcem RSFSR a v roce 1996 převzal Řád Za zásluhy o vlast. V čele souboru stál šedesát pět let a byl zapsán do Guinnessovy knihy rekordů jako nejdéle působící jazzový kapelník. Zemřel ve věku 89 let na své chatě ve Valentinovce nedaleko Moskvy. Jeho jméno nese Zabajkalská krajská filharmonie.